# Eissiduelh (Charente)
Eissiduelh (en francès Exideuil) és un municipi francès situat al departament del Charente i a la regió de la Nova Aquitània. L'any 2007 tenia 1.053 habitants.

## Demografia

### Població
El 2007 la població de fet d'Exideuil era de 1.053 persones. Hi havia 452 famílies de les quals 116 eren unipersonals (40 homes vivint sols i 76 dones vivint soles), 180 parelles sense fills, 140 parelles amb fills i 16 famílies monoparentals amb fills.
La població ha evolucionat segons el següent gràfic:
Habitants censats

### Habitatges
El 2007 hi havia 591 habitatges, 455 eren l'habitatge principal de la família, 67 eren segones residències i 69 estaven desocupats. 577 eren cases i 10 eren apartaments. Dels 455 habitatges principals, 365 estaven ocupats pels seus propietaris, 81 estaven llogats i ocupats pels llogaters i 9 estaven cedits a títol gratuït; 19 tenien dues cambres, 45 en tenien tres, 165 en tenien quatre i 226 en tenien cinc o més. 351 habitatges disposaven pel capbaix d'una plaça de pàrquing. A 198 habitatges hi havia un automòbil i a 208 n'hi havia dos o més.

### Piràmide de població
La piràmide de població per edats i sexe el 2009 era:
| Homes | Edats   | Dones |
| ----- | ------- | ----- |
| 4     | 95 o +  | 0     |
| 0     | 90 a 94 | 0     |
| 8     | 85 a 89 | 24    |
| 4     | 80 a 84 | 8     |
| 28    | 75 a 79 | 20    |
| 20    | 70 a 74 | 36    |
| 40    | 65 a 69 | 32    |
| 16    | 60 a 64 | 44    |
| 32    | 55 a 59 | 28    |
| 28    | 50 a 54 | 36    |
| 56    | 45 a 49 | 32    |
| 32    | 40 a 44 | 28    |
| 40    | 35 a 39 | 40    |
| 24    | 30 a 34 | 36    |
| 16    | 25 a 29 | 28    |
| 16    | 20 a 24 | 20    |
| 40    | 15 a 19 | 16    |
| 28    | 10 a 14 | 28    |
| 36    | 5 a 9   | 28    |
| 20    | 0 a 4   | 8     |

## Economia
El 2007 la població en edat de treballar era de 645 persones, 435 eren actives i 210 eren inactives. De les 435 persones actives 383 estaven ocupades (215 homes i 168 dones) i 52 estaven aturades (20 homes i 32 dones). De les 210 persones inactives 102 estaven jubilades, 33 estaven estudiant i 75 estaven classificades com a «altres inactius».

### Ingressos
El 2009 a Exideuil hi havia 444 unitats fiscals que integraven 1.025 persones, la mediana anual d'ingressos fiscals per persona era de 15.386 €.

### Activitats econòmiques
Dels 34 establiments que hi havia el 2007, 2 eren d'empreses extractives, 1 d'una empresa alimentària, 5 d'empreses de fabricació d'altres productes industrials, 7 d'empreses de construcció, 9 d'empreses de comerç i reparació d'automòbils, 2 d'empreses de transport, 1 d'una empresa d'hostatgeria i restauració, 2 d'empreses immobiliàries, 2 d'empreses de serveis, 1 d'una entitat de l'administració pública i 2 d'empreses classificades com a «altres activitats de serveis».
Dels 9 establiments de servei als particulars que hi havia el 2009, 1 era una oficina de correu, 1 taller de reparació d'automòbils i de material agrícola, 2 paletes, 2 guixaires pintors, 1 electricista, 1 perruqueria i 1 restaurant.
Dels 2 establiments comercials que hi havia el 2009, 1 era una botiga de menys de 120 m² i 1 una fleca.
L'any 2000 a Exideuil hi havia 31 explotacions agrícoles que ocupaven un total de 945 hectàrees.

## Equipaments sanitaris i escolars
L'únic equipament sanitari que hi havia el 2009 era una farmàcia.
El 2009 hi havia una escola elemental.

## Poblacions més properes
El següent diagrama mostra les poblacions més properes.